# Clay Holmes
Clayton Walter Holmes (Dothan, Alabama, 27 de marzo de 1993), más conocido como Clay Holmes, es un jugador profesional estadounidense de béisbol que se desempeña en la posición de lanzador en New York Mets, equipo de las Grandes Ligas de Béisbol (MLB).

## Carrera
Holmes hizo su debut en la MLB con el equipo Pittsburgh Pirates, en el cual jugó cuatro temporadas (2018-2021), después pasó a New York Yankees (2021-2024), posteriormente a New York Mets.